# Botanophila subquadrata
Botanophila subquadrata este o specie de muște din genul Botanophila, familia Anthomyiidae, descrisă de Jin în anul 1983. Conform Catalogue of Life specia Botanophila subquadrata nu are subspecii cunoscute.